# Domvast
 Domvast  ist eine französische Gemeinde mit 341 Einwohnern (Stand 1. Januar 2022) im Département Somme in der Region Hauts-de-France. Sie gehört zum Arrondissement Abbeville und zum Kanton Abbeville-1.

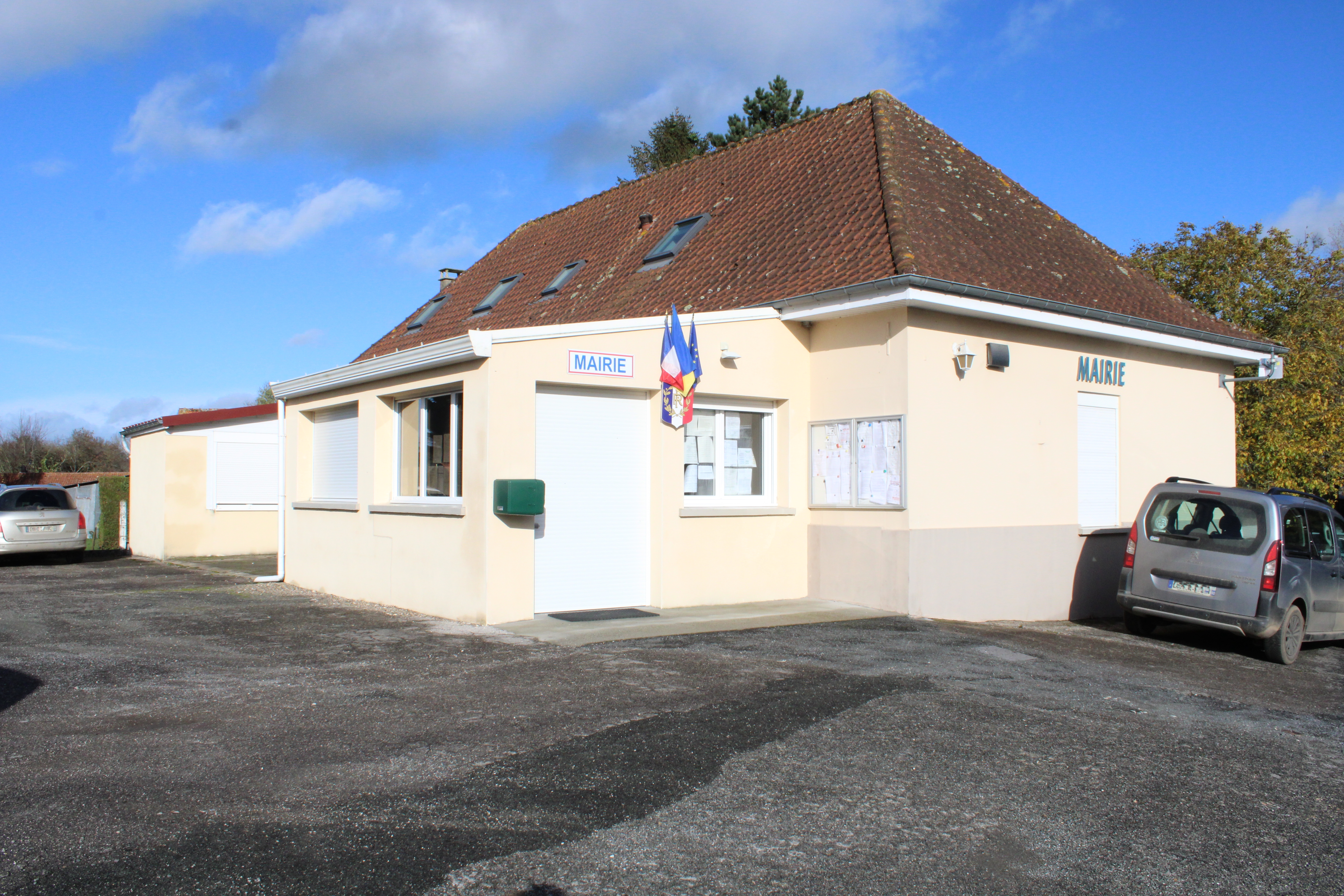
Rathaus

## Geographie
Das Gemeindegebiet liegt im Regionalen Naturpark Baie de Somme Picardie Maritime. Nachbargemeinden von Domvast sind Froyelles im Norden, Brailly-Cornehotte und Gapennes im Osten, Agenvillers und Neuilly-l’Hôpital im Süden, Canchy im Südwesten und Crécy-en-Ponthieu im Westen und Nordwesten.

## Bevölkerungsentwicklung
| Jahr      | 1962 | 1968 | 1975 | 1982 | 1990 | 1999 | 2010 | 2021 |
| --------- | ---- | ---- | ---- | ---- | ---- | ---- | ---- | ---- |
| Einwohner | 240  | 255  | 220  | 213  | 205  | 212  | 341  | 345  |

## Sehenswürdigkeiten
- Kirche Sainte-Marie-Madeleine
- Abschussrampen für den Fieseler Fi 103-Marschflugkörper (V1) (Zweiter Weltkrieg)
- Der Ort, an dem sehr wahrscheinlich im Jahre 1346 die Schlacht von Crécy stattfand.[1]